# Gold (album Formacji Nieżywych Schabuff)
Gold – kompilacyjny album Formacji Nieżywych Schabuff, wydany w 2000 roku nakładem wytwórni Koch International.

## Lista utworów
źródło:.
1. „Klub wesołego szampana” – 3:51
2. „Hej Kochanie” – 2:50
3. „Lato” – 4:04
4. „Swobodny Dżordż” – 3:38
5. „Zazuzi” – 3:48
6. „Żółty rower” – 5:45
7. „Faja 89” – 3:05
8. „Melodija” – 3:08
9. „Schizofrenia” – 3:43
10. „Baboki” – 4:17
11. „Serce w butonierce” – 4:27
12. „Gołe Baby” – 5:12
13. „Krystyny” – 4:43
14. „Hej cześć (daj coś zjeść)” – 3:26
15. „Kibel” – 3:52
16. „Kiedy zamykam oczy” – 4:05